# Фанна, Пьетро
Пьетро Фанна (итал. Pietro Fanna, 23 июня 1958, Гримакко) — итальянский футболист, играл на позиции полузащитника. По завершении игровой карьеры — футбольный тренер.
Выступал, в частности, за клубы «Ювентус» и «Интернационале», а также национальную сборную Италии.
Пятикратный чемпион Италии. Обладатель Кубка Италии.

## Клубная карьера
Родился 23 июня 1958 года в городе Гримакко. Воспитанник футбольной школы клуба «Удинезе».
Во взрослом футболе дебютировал в 1975 году выступлениями за команду клуба «Аталанта», в которой провел два сезона, приняв участие в 55 матчах чемпионата.
Своей игрой привлек внимание представителей тренерского штаба клуба «Ювентус», к составу которого присоединился в 1977 году. Сыграл за «старую сеньору» следующие пять сезонов своей игровой карьеры. Большинство времени, проведенного в составе «Ювентуса», был основным игроком команды. За это время трижды завоевывал титул чемпиона Италии, становился обладателем Кубка Италии.
В течение 1982—1985 годов защищал цвета команды клуба «Верона». За это время добавил к списку своих трофеев ещё один титул чемпиона Италии.
В 1985 году заключил контракт с клубом «Интернационале», в составе которого провел следующие четыре года своей карьеры. Играя в составе «Интернационале» также в основном выходил на поле в основном составе команды.
Завершил профессиональную игровую карьеру в клубе «Верона», в составе которого уже выступал ранее. Пришёл в команду в 1989 году, защищал её цвета до прекращения выступлений на профессиональном уровне в 1993 году.

## Выступления за сборные
В течение 1976-1980 годов привлекался в состав молодежной сборной Италии. На молодежном уровне сыграл в 13 официальных матчах, забил 3 гола.
С 1979 по 1980 год защищал цвета олимпийской сборной Италии. В составе этой команды провел 6 матчей, забил 3 гола. В составе сборной — участник футбольного турнира на Олимпийских играх 1984 года в Лос-Анджелесе.
В 1983 году дебютировал в официальных матчах в составе национальной сборной Италии. В течение карьеры в национальной команде, которая длилась 3 года, провел в форме главной команды страны 14 матчей.

## Карьера тренера
Начал тренерскую карьеру, вернувшись к футболу после небольшого перерыва, в 1998 году, войдя в тренерский штаб клуба «Верона».
Последним местом тренерской работы был клуб «Венеция», в котором Пьетро Фанна был одним из тренеров главной команды до 2002 года.

## Титулы и достижения
- Чемпион Италии (5):

«Ювентус»: 1977-78, 1980-81, 1981-82
«Верона»: 1984-85
«Интернационале»: 1988-89
- Обладатель Кубка Италии (1):

«Ювентус»: 1978-79